# Filtr cząstek stałych
Filtr cząstek stałych (ang. diesel particulate filter, DPF lub gasoline particulate filter, GPF; fr. filtre à particules, FAP) – filtr montowany w układach wydechowych silników wysokoprężnych i benzynowych, oczyszczający gazy spalinowe z cząstek stałych, w skład których wchodzi głównie niespalony węgiel w formie sadzy, na której zaadsorbowane są inne substancje, zwłaszcza wielopierścieniowe węglowodory aromatyczne i tlenki metali. Stosowane od 1980 roku, a w silnikach samochodowych od 1996 roku. Ich wprowadzenie pozwoliło wyeliminować częściowo emisję czarnego dymu, charakterystycznego dla pojazdów z silnikami Diesla. Cząstki stałe występujące w gazach wylotowych silników Diesla mają rozmiary od 1 do 300 μm i uważa się, że są jednym z głównych źródeł niskiej emisji szczególnie szkodliwych dla zdrowia cząstek PM2,5 i PM10 i jedną z przyczyn powstawania smogu.
W celu eliminacji większej ilości cząstek stałych, jak również chemicznych związków szkodliwych dla środowiska, filtry cząstek stałych stosowane są w połączeniu z innymi elementami układu wydechowego tj. katalizatorami oxicat, DeNOx lub ich kombinacją w postaci katalizatorów czterofunkcyjnych. Przykładem może być układ CRT będący połączeniem katalizatora oxicat i filtra cząstek stałych.

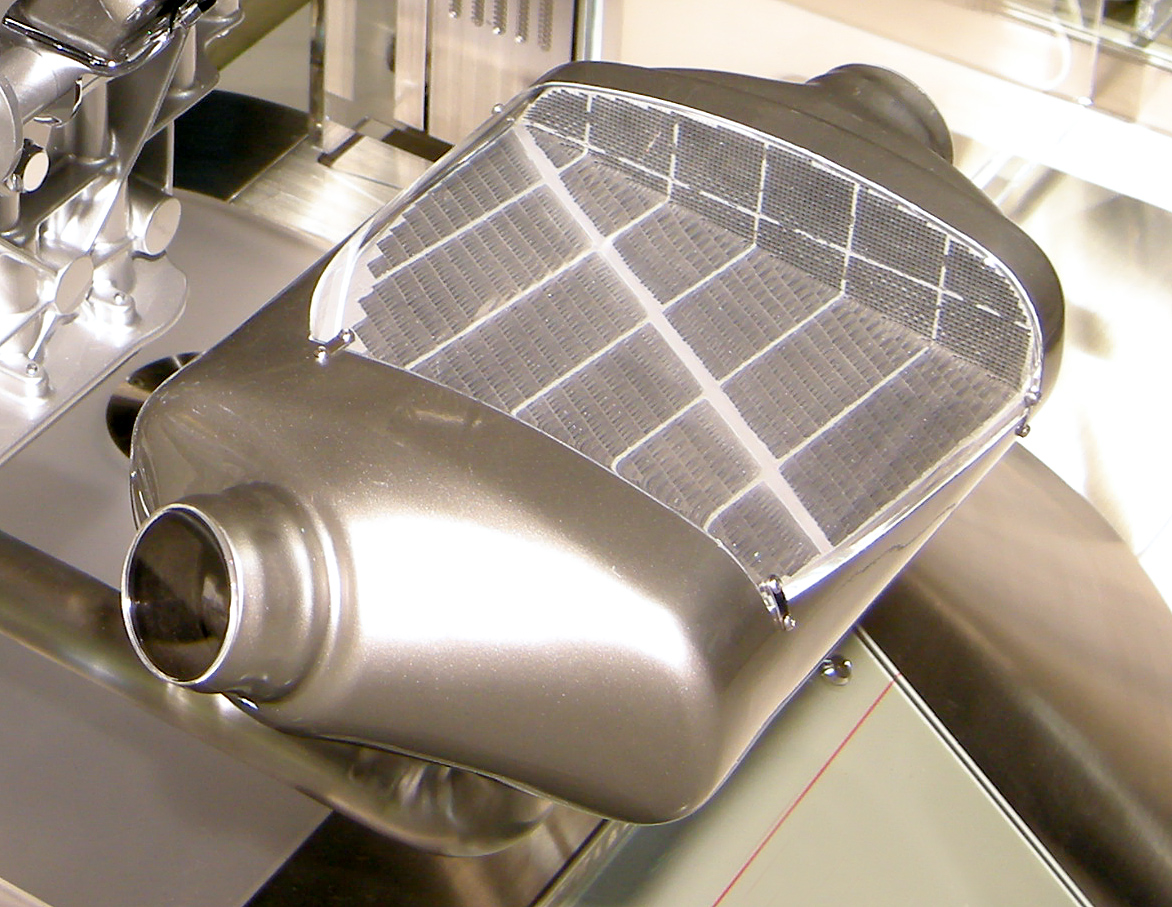
Filtr cząstek stałych (Nissan M9R)

## Zasada działania
Filtr ma postać przestrzennej struktury o bardzo rozwiniętej powierzchni właściwej. Cząstki stałe osiadają na porowatych ściankach lub włóknach, wykonanych z metalu, materiałów ceramicznych lub specjalnego papieru (tylko w przypadku filtrów jednorazowych). Wydajność prawidłowo działającego filtra zawiera się w przedziale od 85% do 100%, co oznacza, że do atmosfery przedostaje się nie więcej niż 15% pierwotnej zawartości zanieczyszczeń w fazie stałej. Cząstki, które zbierają się w filtrze, potrzebują do spalenia temperatury około 550 stopni C, a spaliny mają średnio 150 stopni C. Realizowane jest to za pomocą różnych procedur wypalania zawartości filtra.

## Regeneracja
Gromadzące się w filtrze cząstki powodują jego stopniowe zapychanie i utratę wydajności. Na żywotność filtra wpływają: sposób jazdy, stan techniczny pojazdu oraz stosowany olej, paliwo i dodatki do paliwa. W części pojazdów stosuje się filtry jednorazowe, wymagające wymiany po zapełnieniu filtra. Bardziej zaawansowanym rozwiązaniem jest samooczyszczanie filtra polegające na katalitycznym spalaniu cząstek po osiągnięciu przez filtr odpowiednio wysokiej temperatury (cząstki spalają się w temperaturze wyższej niż 600 °C). System ten nosi nazwę regeneracji pasywnej.
Stosowane są też aktywne systemy wypalania zgromadzonych w filtrze cząstek – na przykład okresowa zmiana trybu pracy silnika, w wyniku czego emituje on zwiększone ilości dwutlenku azotu, który przepływając przez filtr, powoduje utlenianie węgla zawartego w cząstkach. Jeszcze innym sposobem aktywnej regeneracji filtra jest okresowe podgrzewanie go dodatkowym płomieniem wtryskiwanej do filtra mieszanki paliwowej, w wyniku czego cząstki ulegają częściowemu spaleniu.
W skład cząstek stałych, oprócz węgla wchodzą też niepalne substancje, pochodzące z dodatków do oleju, paliw i produktów zużycia i korozji silników. Substancje te po spaleniu węgla zawartego w cząstkach stałych tworzą popiół, który akumuluje się w filtrze cząstek stałych. Z tego powodu z czasem stopień zapełnienia filtra nieodwracalnie rośnie, zmniejszając efektywność procesów regeneracji. W momencie osiągnięcia przez filtr krytycznego poziomu napełnienia popiołem komputer pokładowy sygnalizuje błąd w układzie oczyszczania spalin i konieczna jest wymiana bądź mechaniczna regeneracja filtra poza pojazdem.

## Aspekty prawno-finansowe
Ze względu na wysoki koszt wymiany, kierowcy czasami decydują się na usunięcie filtrów cząstek stałych z samochodów z silnikami Diesla. Ponieważ po pozbawieniu pojazdu filtra emisja cząstek stałych rośnie wielokrotnie, istnieje bardzo wysokie prawdopodobieństwo niespełniania w konsekwencji norm emisji wymaganych, aby pojazd był dopuszczony do ruchu. Jazda takim pojazdem po drogach publicznych w Polsce grozi mandatem do 500 zł i odebraniem dowodu rejestracyjnego, jednakże jeszcze w 2017 roku, ze względu na brak odpowiedniego wyposażenia patroli policyjnych, a także metody badania składu spalin w stacjach kontroli pojazdów, wykrywanie tego rodzaju wykroczeń w Polsce nie było częste. Niska wysokość kary w Polsce podlegała krytyce, wprowadzano też zmiany w kontroli pojazdów, od roku 2017 część patroli policyjnych została zaopatrzona w odpowiedni sprzęt diagnostyczny i okresowo są organizowane specjalne akcje kontroli emisji. W marcu 2018 r. na zlecenie Ministerstwa Infrastruktury opracowano procedurę wykrywania wyciętych lub niesprawnych filtrów cząstek stałych, trwały prace legislacyjne nad uzupełnieniem okresowych badań technicznych o taką procedurę.
W innych krajach Unii Europejskiej kary za jazdę pojazdem niespełniającym norm emisji są dużo większe, a kontrole są częstsze i skuteczniejsze. W Niemczech za jazdę pojazdem z usuniętym filtrem DPF kierowcy grozi kara 1000 euro. W Austrii grozi kara 3500 euro. W Wielkiej Brytanii od 2014 r. do 2017 r. ukarano ponad 1800 kierowców karami od 1000 do 2500 funtów za jazdę samochodami z nieprawidłowo przerobionymi układami wydechowymi.